# Проєкт Квага

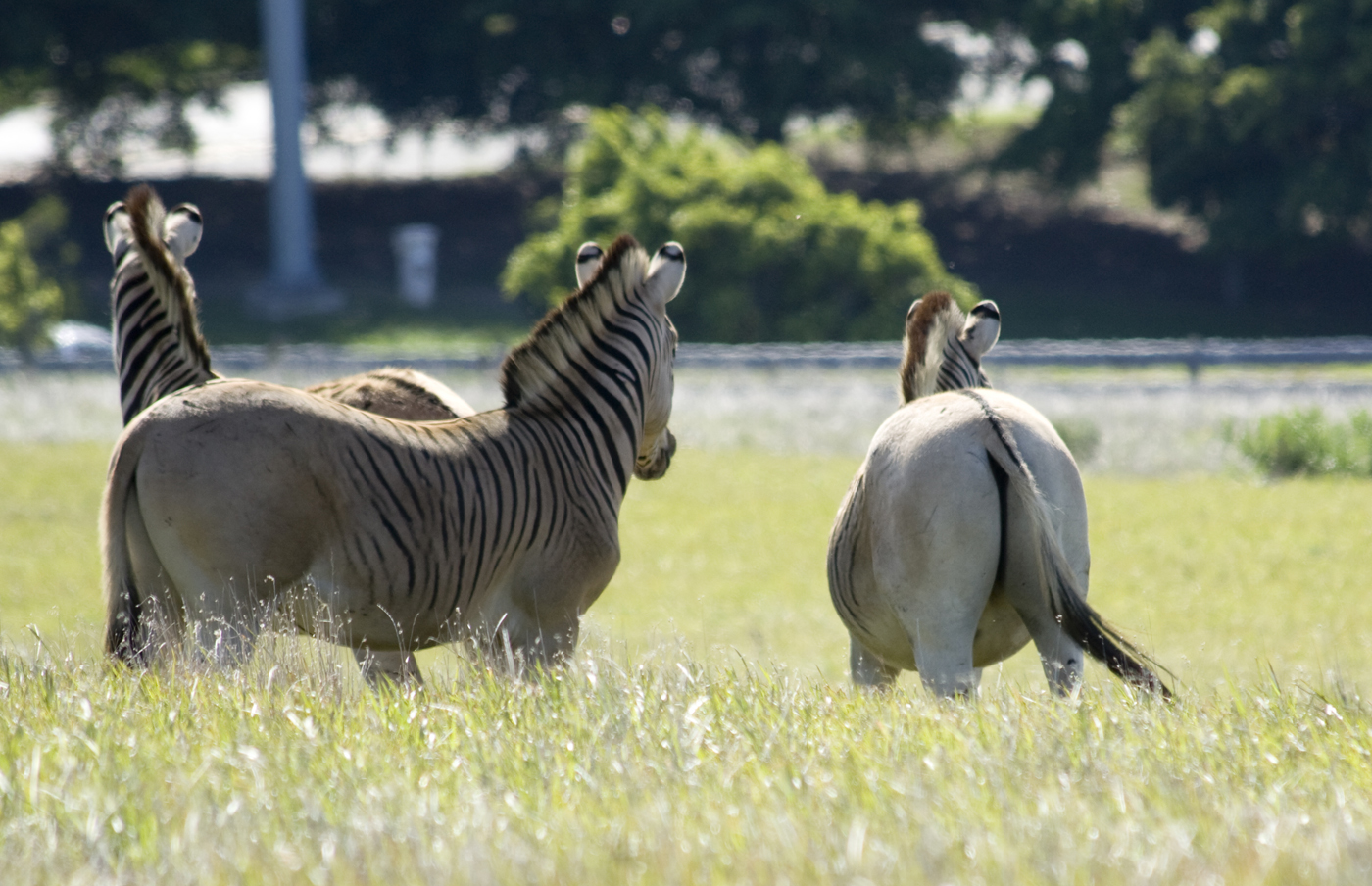
Зебри проєкту в таборі для тварин на схилах Піка Диявола, над лікарнею Грут Шур, Кейптаун

Проєкт Quagga (квага) — спроба групи в Південній Африці використати селекційне розведення для отримання селекційної лінії зебри Берчелла (Equus quagga burchellii), яка візуально нагадує вимерлу квагу (Equus quagga quagga).

## Історія

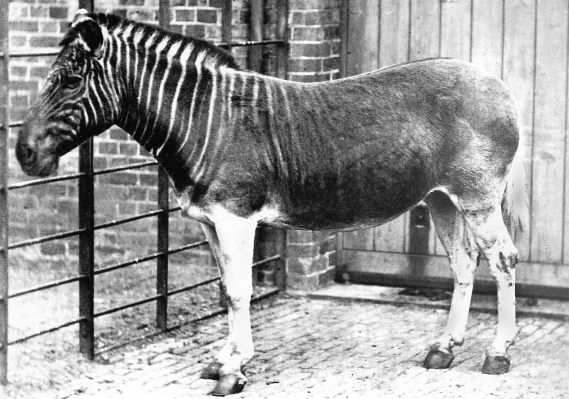
Фотографія кобили квага 1870 року

У 1955 році Лутц Хек запропонував у своїй книзі Großwild im Etoshaland що ретельне відбіркове розведення з рівнинною зеброю може дати тварину, схожу на вимерлу квагу: зебру зі зменшеною смугою та коричневим основним кольором. У 1971 році Райнхольд Рау відвідав різні музеї Європи, щоб вивчити зразки кваги в їхніх колекціях, і вирішив спробувати «воскресити» квагу. Після того Рау зв'язався з кількома зоологами та адміністрацією парку, але вони були не в захваті від цієї ідеї, оскільки квага не залишила живих нащадків, і, таким чином, генетичний склад цієї тварини відсутній у живих зебр. Рау не відмовився від пропозиції щодо повторного розведення, оскільки вважав квагу підвидом рівнинної зебри. У 1980 році молекулярні дослідження мітохондріальної ДНК кваги показали, що це дійсно підвид рівнинної зебри.
Після того, як результати експертизи ДНК з'явилися в публікаціях 1984 року, відношення до ідеї повторного розведення кваги стало більш позитивним. У березні 1986 року проєктний комітет був сформований після того, як до нього долучилися впливові особи. Протягом березня 1987 року в національному парку Етоша в Намібії було відібрано та спіймано дев'ять зебр. 24 квітня 1987 року ці зебри були доставлені в спеціально побудований комплекс племінних таборів на природоохоронній фермі «Vrolijkheid» поблизу Робертсона, Південна Африка. Це стало початком проєкту повторного розведення кваги.
Додаткові зебри були відібрані через тонкість їхніх смуг і включені в проєкт, щоб збільшити швидкість, з якою зебри втрачали свої смуги. Деяких зебр проєкту, які не змогли розвинути фізичні риси, більш схожі на квагу, випустили в національний парк слонів Аддо.
Після збільшення кількості зебр проєкт Quagga був змушений покинути ферму «Vrolijkheid». У жовтні 1992 року шість зебр були переселені на землю, де було достатньо природного корму. Це дозволить знизити витрати на годування тварин. У 1993 році зебр, що залишилися, перемістили на два додаткових місця. 29 червня 2000 року асоціація Quagga Project, представлена її головою Майком Клувером, і Національним Парком Південної Африки, її тодішнім генеральним директором Мавузо Мсімангом, підписали угоду про співпрацю. Ця угода змінила проєкт Quagga з приватної ініціативи на офіційно визнаний проєкт з матеріально-технічною підтримкою.

## Віхи проєкту

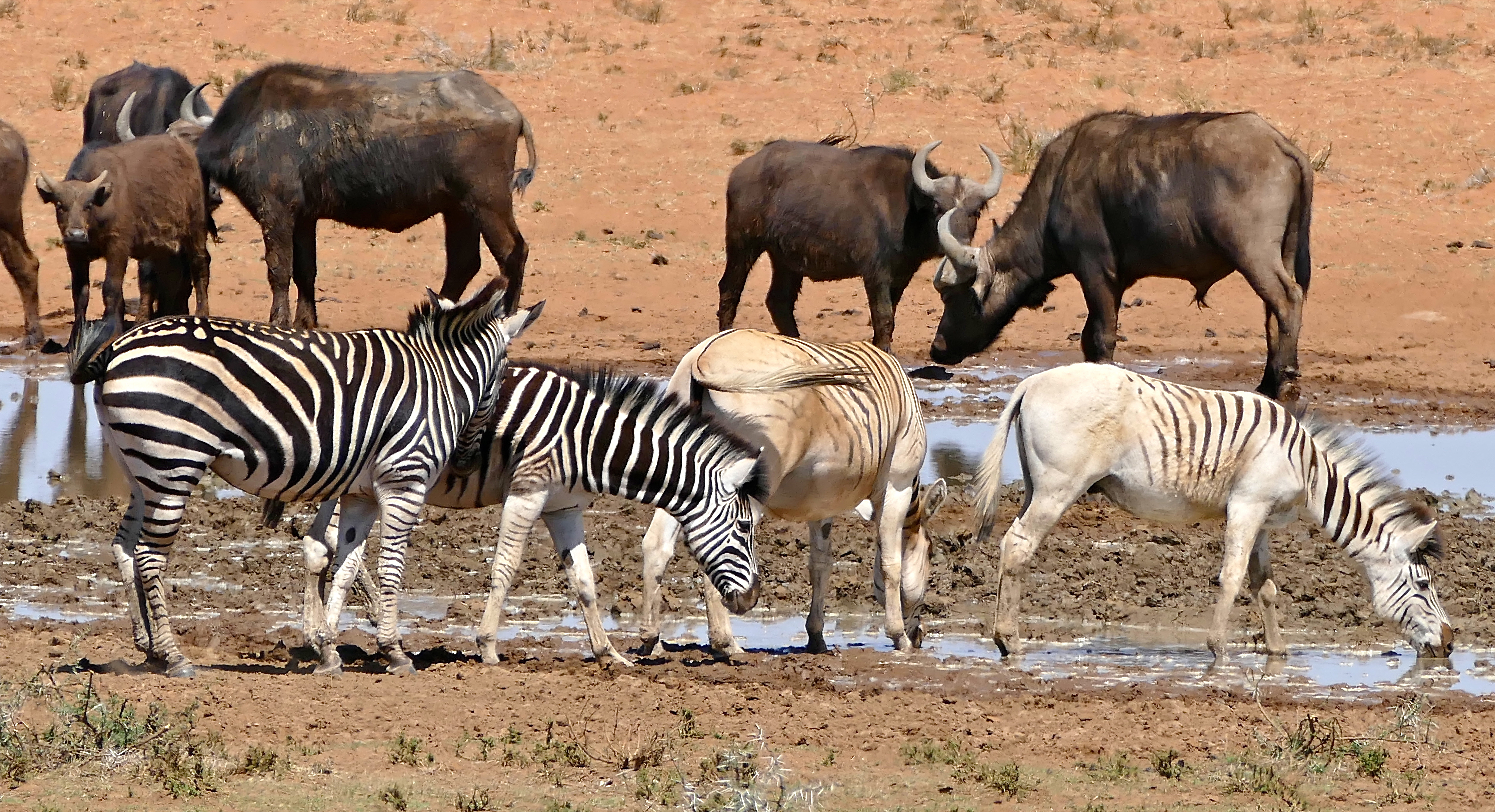
Звичайні зебри та зебри проєкту квага в Національному парку Мокала

Перше лоша Проєкту народилося 9 грудня 1988 року. 20 січня 2005 року народився Генрі (лоша, яке вважається першою особиною, схожою на квагу через видиму зменшену смугастість). Перше лоша в 5-му поколінні народилося в грудні 2013 року. Було запропоновано, щоб ті особини з найбільш зменшеними візерунками смуг називалися «Rau quaggas», як для відзначення внеску Рейнхолда Рау в проєкт, так і для того, щоб відрізнити нових тварин від оригінального, вимерлого штаму.
У березні 2016 року проєкт Quagga перерахував 116 тварин у 10 місцях, деякі з яких знаходяться поблизу Кейптауна. Зі 116 тварин наразі шість особин демонструють сильно зменшений малюнок смуг. Мета полягає в тому, щоб створити популяцію приблизно з 50 таких зебр і перемістити їх на охоронювану територію в межах їхнього колишнього природного середовища існування. Нинішніх особин зі смугастим малюнком, схожим на квагу, називають Генрі, Фредді, DJ14, Ніна Дж, FD15 і Кхумба.